# Kadima (organizacja studencka)
Kadima ('naprzód') – żydowska organizacja studencka założona w Wiedniu w 1882 roku. Jej celem miało być promowanie żydowskiego nacjonalizmu i idei osiedlania się w Erec Jisra'el. Nazwę nadał organizacji zaprzyjaźniony z grupą znany pisarz żydowski Perec Smolenskin. Wielu członków organizacji Kadimy współpracowało z Theodorem Herzlem i ruchem syjonistycznym.